# Reich von Sine

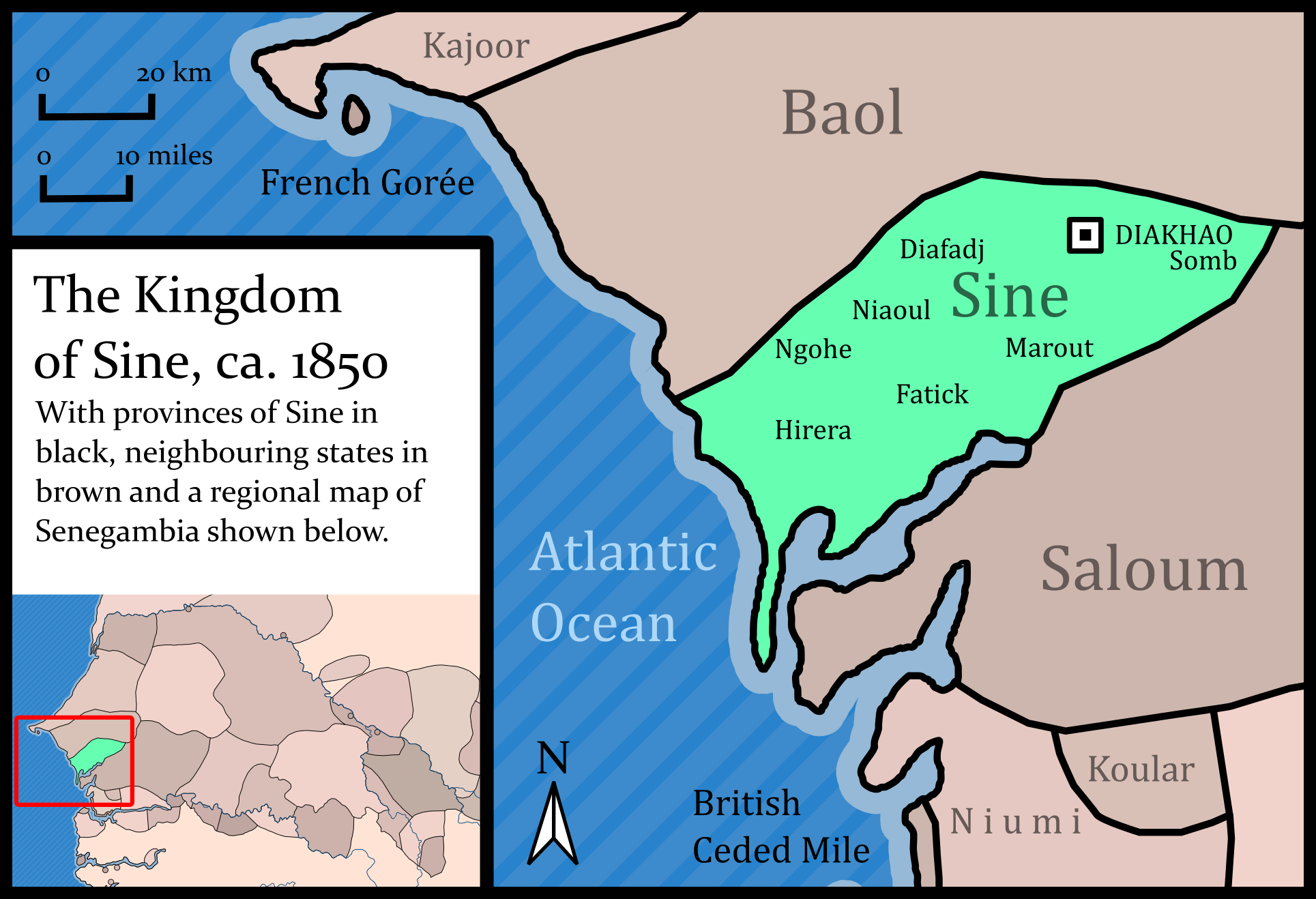
Karte des Reichs von Sine

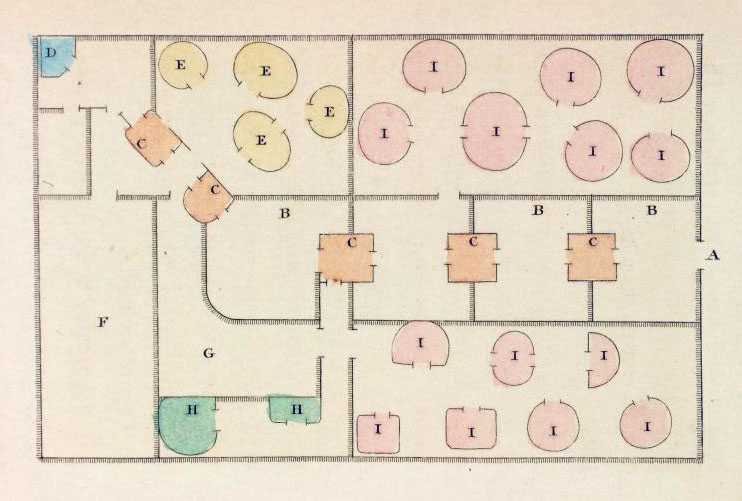
Plan des Palastes des Herrschers von Sine in Joal

Das Reich von Sine war ein Staat im heutigen Senegal.
Vor 1400 flüchtete Maisa Wali Jon aus Kaabu und gründete Sine. Seine Nachkommen bildeten die Guelwar-Dynastie. Der Staat war anfangs lange ein Vasall von Jolof. Der Herrscher trug den Titel Buur Sin. Um 1500 wanderten viele Serer unter Elibana ein. Um 1550 wurde Sine unabhängig von Jolof.
1867 wurde der Geistliche Ma Ba getötet, weil er Sine islamisieren wollte. Nach der Eroberung durch die Franzosen behielt der Herrscher seinen nominellen Titel bis 1969.

## Herrscherliste
- Biram Pate Ñilan Njay (1785 ?)
- Latsuk Ñilan Samba Juf
- Latsuk Fañam Fay
- Bukar Cilas Jajel Juf
- Amakodu Samba Juf
- Bukar Cilas Sangay Juf
- Bukar Cilas a Mbotil Juf
- Bukar Cilas Mahe Sum Juf
- Mbay Fotlu Jog Juf
- Amakodu Mahe Ngom Juf
- Latsuk Coro Fata Fay
- Njaka Ndofen Ñilan Jogoy Fay (1837 ?)
- Amakumba Mboj (183.-1839)
- Amajuf Ñilan Fay Juf (1839–1853)
- Kumba Ndofen Famak Juf (1853–1871)
- Sanu Mon Fay (1871–1878)
- Semu Mak Juf (1878–1881)
- Amadi Baro Juf (1881–1884)
- Mbake Mak Kodu Njay (1884–1885: erstmals)
- Jaligi Sira Juf (1885–1886)
- Mbake Mak Kodu Njay (1886: nochmal)
- Ñoxobay Semu Juf (1886–1887)
- Mbake Ndeb Njay (1887–1898)
- Kumba Ndofen Fandeb Juf (1898–1924)
- Mahekor Juf (1924–1969)